# Regina Kordová
Regina Rajchrtová Kordová, née le 5 février 1968 à Havlíčkův Brod, est une joueuse de tennis tchécoslovaque, professionnelle du milieu des années 1980 à 1992. 
Pendant sa carrière, elle a remporté un titre WTA en double.
Elle est l'épouse de Petr Korda, également joueur professionnel tchèque, avec qui elle a trois enfants :  Sebastian Korda, également joueur de tennis, Jessica Korda et Nelly Korda, joueuses de golf professionnelles.

## Palmarès

### Titre en simple dames
Aucun

### Finale en simple dames
| No | Date       | Nom et lieu du tournoi | Catégorie | Dotation  | Surface      | Vainqueure      | Score         |          |
| -- | ---------- | ---------------------- | --------- | --------- | ------------ | --------------- | ------------- | -------- |
| 1  | 18-09-1989 | Clarins Open, Paris    | Tier V    | 100 000 $ | Terre (ext.) | Sandra Cecchini | 6-4, 6-7, 6-1 | Parcours |

### Titre en double dames
| No | Date       | Nom et lieu du tournoi | Catégorie | Dotation  | Surface      | Partenaire   | Finalistes                        | Score    |          |
| -- | ---------- | ---------------------- | --------- | --------- | ------------ | ------------ | --------------------------------- | -------- | -------- |
| 1  | 17-07-1989 | Estoril Open Estoril   | Tier V    | 100 000 $ | Terre (ext.) | Iva Budařová | Gabriela Castro Conchita Martínez | 6-2, 6-4 | Parcours |

### Finale en double dames
| No | Date       | Nom et lieu du tournoi                    | Catégorie | Dotation  | Surface      | Vainqueures                  | Partenaire       | Score    |          |
| -- | ---------- | ----------------------------------------- | --------- | --------- | ------------ | ---------------------------- | ---------------- | -------- | -------- |
| 1  | 09-04-1990 | Bausch & Lomb Championships Amelia Island | Tier II   | 350 000 $ | Terre (ext.) | Mercedes Paz Arantxa Sánchez | Andrea Temesvári | 7-6, 6-4 | Parcours |

## Parcours en Grand Chelem

### En simple dames
| Année | Open d'Australie | Open d'Australie | Internationaux de France | Internationaux de France | Wimbledon       | Wimbledon        | US Open         | US Open             |
| 1987  | -                | -                | 1er tour (1/64)          | Terry Phelps             | -               | -                | -               | -                   |
| 1988  | -                | -                | -                        | -                        | -               | -                | 2e tour (1/32)  | Michelle Casati     |
| 1989  | -                | -                | 1er tour (1/64)          | Arantxa Sánchez          | 1er tour (1/64) | Julie Halard     | 4e tour (1/8)   | Martina Navrátilová |
| 1990  | 1er tour (1/64)  | Barbara Paulus   | 2e tour (1/32)           | Magdalena Maleeva        | 2e tour (1/32)  | Laura Arraya     | 1er tour (1/64) | Larisa Neiland      |
| 1991  | 2e tour (1/32)   | Karin Kschwendt  | 3e tour (1/16)           | Sabine Appelmans         | 1er tour (1/64) | Nathalie Tauziat | 4e tour (1/8)   | Monica Seles        |
| 1992  | 2e tour (1/32)   | Sabine Hack      | 1er tour (1/64)          | Mary Pierce              | 1er tour (1/64) | Julie Halard     | -               | -                   |

À droite du résultat, l’ultime adversaire.

### En double dames
| Année | Open d'Australie             | Open d'Australie           | Internationaux de France     | Internationaux de France   | Wimbledon                    | Wimbledon                | US Open                      | US Open                    |
| 1987  | -                            | -                          | 2e tour (1/16) I. Kuczyńska  | G. Fernández Lori McNeil   | -                            | -                        | -                            | -                          |
| 1989  | -                            | -                          | 1er tour (1/32) Iva Budařová | Nicole Provis Elna Reinach | 1er tour (1/32) Iva Budařová | Navrátilová Pam Shriver  | 1er tour (1/32) Iva Budařová | L. Antonoplis Alison Scott |
| 1990  | 1er tour (1/32) Pospíšilová  | Eva Pfaff Rennae Stubbs    | 1/4 de finale A. Temesvári   | Jana Novotná Helena Suková | -                            | -                        | 1er tour (1/32) A. Temesvári | Linda Barnard Van Rensburg |
| 1991  | 1er tour (1/32) K. Kschwendt | R. Baranski Lisa Seemann   | 1er tour (1/32) A. Strnadová | Nicole Provis E. Smylie    | 3e tour (1/8) A. Strnadová   | Kathy Jordan Lori McNeil | 1er tour (1/32) A. Strnadová | G. Fernández Navrátilová   |
| 1992  | 1er tour (1/32) R. Zrubáková | Hetherington Kathy Rinaldi | 1er tour (1/32) A. Nohacova  | Jana Novotná L. Neiland    | 1er tour (1/32) A. Nohacova  | Lupita Novelo K. Radford | -                            | -                          |

Sous le résultat, la partenaire ; à droite, l’ultime équipe adverse.

### En double mixte
| Année | Open d'Australie          | Open d'Australie       | Internationaux de France | Internationaux de France | Wimbledon                 | Wimbledon                 | US Open | US Open |
| 1990  | 1er tour (1/16) Cyril Suk | Jo Durie Laurie Warder | -                        | -                        | 1er tour (1/32) Cyril Suk | J. Thompson Laurie Warder | -       | -       |

Sous le résultat, le partenaire ; à droite, l’ultime équipe adverse.

## Parcours aux Jeux olympiques

### En simple dames
| # | Date       | Nom de l'olympiade         | Surface    | Résultat        | Ultime adversaire | Score    |          |
| - | ---------- | -------------------------- | ---------- | --------------- | ----------------- | -------- | -------- |
| 1 | 20/09/1988 | Olympic Tennis Event Séoul | Dur (ext.) | 1er tour (1/32) | Leila Meskhi      | 7-5, 7-5 | Parcours |

## Parcours en Coupe de la Fédération
| #                                                                            | Date       | Lieu       | Surface    | Gagnante(s)                      | Perdante(s)                        | Score          |          |
|                                                                              |            |            |            |                                  |                                    |                |          |
| 1987 - 2e tour (groupe mondial) - Yougoslavie - Tchécoslovaquie - 0 : 3      |            |            |            |                                  |                                    |                |          |
| 1                                                                            | 28/07/1987 | Vancouver  |            | Jana Novotná Regina Kordová      | Sabrina Goleš Renata Sasak         | 6-4, 5-7, 6-4  | Parcours |
|                                                                              |            |            |            |                                  |                                    |                |          |
| 1989 - 1er tour (groupe mondial) - Tchécoslovaquie - Belgique - 3 : 0        |            |            |            |                                  |                                    |                |          |
| 2                                                                            | 03/10/1989 | Tokyo      | Dur (ext.) | Jana Pospíšilová Regina Kordová  | Sabine Appelmans C. Van Renterghem | 7-68, 1-6, 6-3 | Parcours |
|                                                                              |            |            |            |                                  |                                    |                |          |
| 1989 - 2e tour (groupe mondial) - Tchécoslovaquie - Hongrie - 2 : 1          |            |            |            |                                  |                                    |                |          |
| 3                                                                            | 03/10/1989 | Tokyo      | Dur (ext.) | Andrea Noszaly Reeka Szikszay    | Jana Pospíšilová Regina Kordová    | 6-4, 6-4       | Parcours |
|                                                                              |            |            |            |                                  |                                    |                |          |
| 1990 - 1er tour (groupe mondial) - Corée du Sud - Tchécoslovaquie - 0 : 3    |            |            |            |                                  |                                    |                |          |
| 4                                                                            | 23/07/1990 | Atlanta    | Dur (ext.) | Regina Kordová                   | Park Mal-Sim                       | 6-4, 6-1       | Parcours |
| 4                                                                            | 23/07/1990 | Atlanta    | Dur (ext.) | Regina Kordová Eva Švíglerová    | Kim Il-soon Lee Jeong-myung        | 6-2, 6-3       | Parcours |
|                                                                              |            |            |            |                                  |                                    |                |          |
| 1990 - 2e tour (groupe mondial) - Australie - Tchécoslovaquie - 1 : 2        |            |            |            |                                  |                                    |                |          |
| 5                                                                            | 23/07/1990 | Atlanta    | Dur (ext.) | Regina Kordová                   | Elizabeth Smylie                   | 6-4, 6-4       | Parcours |
| 5                                                                            | 23/07/1990 | Atlanta    | Dur (ext.) | Kristin Godridge Janine Thompson | Regina Kordová Eva Švíglerová      | 6-2, 6-3       | Parcours |
|                                                                              |            |            |            |                                  |                                    |                |          |
| 1990 - 1/4 de finale (groupe mondial) - États-Unis - Tchécoslovaquie - 2 : 1 |            |            |            |                                  |                                    |                |          |
| 6                                                                            | 23/07/1990 | Atlanta    | Dur (ext.) | Jennifer Capriati                | Regina Kordová                     | 6-2, 7-64      | Parcours |
| 6                                                                            | 23/07/1990 | Atlanta    | Dur (ext.) | Gigi Fernández Zina Garrison     | Jana Novotná Regina Kordová        | 7-68, 6-4      | Parcours |
|                                                                              |            |            |            |                                  |                                    |                |          |
| 1991 - 1/4 de finale (groupe mondial) - Suisse - Tchécoslovaquie - 1 : 2     |            |            |            |                                  |                                    |                |          |
| 7                                                                            | 25/07/1991 | Nottingham |            | Cathy Caverzasio Manuela Maleeva | Jana Novotná Regina Kordová        | 6-4, 2-1, ab.  | Parcours |
|                                                                              |            |            |            |                                  |                                    |                |          |
| 1991 - 1/2 finale (groupe mondial) - Tchécoslovaquie - États-Unis - 0 : 3    |            |            |            |                                  |                                    |                |          |
| 8                                                                            | 27/07/1991 | Nottingham |            | Gigi Fernández Zina Garrison     | Regina Kordová Eva Švíglerová      | 6-2, 6-3       | Parcours |

## Classements WTA en fin de saison

### En simple
| Année | 1985 | 1986 | 1987 | 1988 | 1989 | 1990 | 1991 | 1992 |
| Rang  | 285  | 234  | 89   | 194  | 40   | 54   | 39   | 211  |

Source : (en) Classements de Regina Kordová sur le site officiel de la Fédération internationale de tennis

### En double
| Année | 1986 | 1987 | 1988 | 1989 | 1990 | 1991 | 1992 |
| Rang  | 230  | 126  | 284  | 68   | 60   | 83   | 193  |

Source : (en) Classements de Regina Kordová sur le site officiel de la Fédération internationale de tennis